# Ганс-Йоахім Нойманн
Не плутати з іншим підводником, Гайнцом-Йоахімом Нойманном!
Ганс-Йоахім Нойманн (нім. Hans-Joachim Neumann; 22 травня 1922 — 24 вересня 1944, Норвезьке море)— німецький офіцер-підводник, лейтенант-цур-зее крігсмаріне.

## Біографія
В 1940 році вступив на флот. 24-31 травня 1944 року виконував обов'язки командира підводного човна U-921 (на якому служив 1-м вахтовим офіцером) після загибелі командира човна оберлейтенанта-цур-зее Вольфганга Лоя. 24 вересня 1944 року U-921 і всі 51 члени екіпажу зникли безвісти в Норвезькому морі на захід від Ведмежого острова.

## Звання
- Фенріх-цур-зее (1 серпня 1941)
- Лейтенант-цур-зее (1 травня 1943)